# Theophanis Constantinidis
Theophanis Constantinidis ( n. 1965) es un botánico griego. Realiza actividades académicas en el Instituto de Botánica Sistemática, Departamento de Biotecnología, Universidad de Agricultura de Atenas.

## Algunas publicaciones
- theophanis Constantinidis, e.p. Bareka, g. Kamari. 2002. Karyotaxonomy of Greek serpentine angiosperms. Bot. J. of the Linnean Soc. 139: 109–124. doi: 10.1046/j.1095-8339.2002.00044.x

- h.d. Skaltsa, d.m. Lazari, a.e. Loukis, t. Constantinidis. 2000. Essential oil analysis of Nepeta argolica Bory & Chaub. subsp. argolica (Lamiaceae) growing wild in Greece. Flavour Fragr. J., 15: 96–99. doi: 10.1002/(SICI)1099-1026(200003/04)15:2<96::AID-FFJ873>3.0.CO;2-F

- d.m. Lazari, h.d. Skaltsa, t. Constantinidis. 2000. Volatile constituents of Centaurea pelia DC., C. thessala Hausskn. subsp. drakiensis (Freyn & Sint.) Georg and C. zuccariniana DC. from Greece. Flavour Fragr. J., 15: 7–11. doi: 10.1002/(SICI)1099-1026(200001/02)15:1

- a.g. Yannitsaros, theophanis Constantinidis, d.d. Vassiliades. 1996. The rediscovery of Biebersteinia orphanidis Boiss. (Geraniaceae) in Greece. Bot. J. of the Linnean Soc. 120: 239–242. doi: 10.1111/j.1095-8339.1996.tb00773.x (enlace roto disponible en Internet Archive; véase el historial, la primera versión y la última).

### Libros
- theophanis Constantinidis. 1997. The flora and vegetation of the mountains Gerania, Pateras and Kitheron (se Sterea Ellas, Greece). Editor National and Copodistrian University of Athens, 465 pp.

- La abreviatura «Constantin.» se emplea para indicar a Theophanis Constantinidis como autoridad en la descripción y clasificación científica de los vegetales.[1]